# Jurij Zajtsev
Jurij Konstantinovitj Zajtsev (ryska: Юрий Константинович Зайцев), född 17 januari 1951 i Pobedino i Sachalin oblast, död 30 september 2022 i Dnipro, Ukraina, var en rysk tyngdlyftare som tävlade för Sovjetunionen.
Zajtsev blev olympisk guldmedaljör i 110-kilosklassen i tyngdlyftning vid sommarspelen 1976 i Montréal.